# Stylidium quadrifurcatum
Stylidium quadrifurcatum este o specie de plante dicotiledonate din genul Stylidium, familia Stylidiaceae, ordinul Asterales, descrisă de Rica Erickson și Amp; J. H.Willis. Conform Catalogue of Life specia Stylidium quadrifurcatum nu are subspecii cunoscute.